# Рената Мауер
Рената Малгожата Мауер-Ружањска, пољ. Renata Małgorzata Mauer-Różańska (Насјелск, 23. април 1969), је пољска спортисткиња која се такмичи у стрељаштву. На Олимпијским играма у Атланти у дисциплини ваздушна пушка на десет метара освојила је златну медаљу. На истим играма освојила је бронзу у троставу. Четири године касније у Сиднеју постала је олимпијска шампионка и у троставу. Такмичила се и у Барселони и у Атини.
На Светским првенствима освојила је два сребра и бронзу. У Светском купу освојила је два кристална глобуса. За најбоњег спортисту Пољске проглашена је 1996.